# Parc periurbà
Un parc periurbà és un territori ben delimitat, situat a la frontera urbana de les ciutats i gestionat normalment per una administració local.